# 特劳德尔·容格
特劳德尔·容格（德語：Traudl Junge，1920年3月16日—2002年2月10日），出生于德国慕尼黑，1943到1945年间，担任希特勒私人秘书之一。希特勒自杀后，特劳德尔逃出元首地堡，2002年去世，著有回忆录《直到最後時刻》，后改编为电影。

## 早年
旧姓是胡姆普斯（本名：Gertraud Humps）。1920年3月16日出生于慕尼黑。父亲马克斯·胡姆普斯曾是啤酒酿造师，失业后加入“高地自由军团”，后因为参与希特勒发起的政变获得血色勋章。母亲希尔德加德是一位将军的女儿，特劳德尔还有一个妹妹英格。
在母亲与特劳德尔父亲提出离婚之后，她们一起寄住在外祖父家。1926年特劳德尔进入一所教会学校。13岁那年特劳德尔发现了她对于舞蹈的热爱，从此梦想成为舞蹈演员。1935年她加入了德国少女联盟，1938年加入了信仰与美貌组织，但她完全不热衷政治。
1936年特劳德尔中学毕业，为了解决家庭开销，她不得已做了一名業務员，但她没有放弃舞蹈的理想。1930年代中期，她北上柏林，由于客观条件限制，她放弃了舞蹈梦想，进入帝国总理府任职。

## 希特勒私人秘书
1942年希特勒原其中一位私人秘书格爾達·達拉諾斯基與曾任德国总参谋部副官的空军少校艾克哈德·克利斯汀交往，正在休长假（翌年结婚）。为了填补职缺，希特勒另外选拔一名秘书。特劳德尔初试的优异成绩，后幸运的成为希特勒的私人秘书（可能因为希特勒偏爱慕尼黑人的缘故）。1943年初她正式任职，随希特勒先后在狼穴、伯格霍夫山庄工作。她承认在这段日子里，希特勒像是位父亲般慈祥的朋友和令人愉快的老板，她为他着迷了。像希特勒身边所有人一样，她的思想完全被希特勒所左右，听不到周围不好的声音，也不了解外面究竟发生了什么。她亲耳听到希姆莱说“集中营只是教育和训练人的地方，不曾拘押任何人。”對此没人提出异议。
1943年6月她与希特勒侍卫之一的汉斯·容格亲卫队中尉结婚，后者不久奔赴前线，她继续为希特勒工作。1944年8月，容格在諾曼地戰役中阵亡。1944年11月，战事不利，希特勒退回柏林地堡中，直到1945年苏军围攻柏林。
在柏林战役中，希特勒指示自己的属下离开柏林避难，但他不愿离开。4月29日，希特勒要求容格速記口述的政治遗书和个人遗书，隨後與伊娃·布朗举行结婚仪式。容格接著缮打希特勒的遗书。30日下午希特勒和伊娃自杀，当时她正在隔壁房间和约瑟夫·戈培尔的6个孩子用餐。至于后来的事情她表示记不清楚（除认定戈培尔开枪打死妻子后自尽外），不过被认为她在此之后离开地堡，逃往巴伐利亚。

## 同事
容格的同事，有1929年起擔任私人秘书的喬安娜·沃夫，以及1930年起在慕尼黑党本部担任秘书的克莉絲塔·施羅德。在希特勒指示下，她们在1945年4月22日晚上离开柏林。至于她自己和1937年加入的格爾達则不愿避难，继续留在地堡直至5月1日才離開。

## 战后
1946年，她终于回到家乡，期间她曾两度入狱，后被释放。1946年8月，她被判定为“年轻的追随者”而赦免。她化名为格爾達·阿爾特（Gerda Alt），相继在多家公司从事文职工作，工作能力受到老板和同事的肯定，1981年退休。

## 回忆录
在出版社的鼓励下，于1947-1948年写作，但因为这种书不受关心的理由没有出版。直到和《安妮日记》的编者梅莉莎·穆勒于2000年认识并得到其协助以后才出版。她并接受关于回忆录的访谈，收录于名为《死角：希特勒的秘書》的纪录片中。2002年2月，容格在该纪录片完成后的几天去世。
此回忆录与约阿希姆·费斯特的著作即是后来电影的内容来源。这部电影的开头与结尾有容格的回顾，係前述纪录片的内容。其本人由亚历山德拉·玛丽亚·拉那饰演，在当时受到好评。

### 引用
1. ↑  Junge, Traudl. Melissa Muller , 编. . Phoenix. June 14, 2004. ISBN 0753817926.
2. ↑  Hamilton 1984，第155頁.
3. ↑  Galante & Silianoff 1989，第39, 124-125頁.
4. ↑  Beevor 2002，第343頁.
5. ↑  Beevor 2002，第382, 383, 388, 389頁.
6. ↑  Junge, pp. 223–230
7. ↑  Hooper, obituary

### 圖書
- Beevor, Antony. . Viking-Penguin Books. 2002. ISBN 978-0-670-03041-5.
- Galante, Pierre; Silianoff, Eugene. . New York: G. P. Putnam's Sons. 1989. ISBN 978-0-3991-3404-3.
- Hamilton, Charles. . R. James Bender Publishing. 1984. ISBN 0-912138-27-0.
- Joachimsthaler, Anton. . Trans. Helmut Bögler. London: Brockhampton Press. 1999 [1995]. ISBN 978-1-86019-902-8.
- Junge, Traudl; Müller, Melissa (editor). Until the Final Hour: Hitler's Last Secretary, Arcade Publishing, 2004. ISBN 978-1-55970-728-2
- Childs, David, Obituary The Independent, 18 February 2002
- Hooper, John. Traudl Junge obituary （页面存档备份，存于）, The Guardian, 14 February 2002